# Puresa (gas)
La puresa o purea d'un gas indica la quantitat d'altres gasos que conté. Una alta puresa es refereix a una baixa quantitat d'altres gasos. Els gasos de la puresa més alta es considera que són de millor qualitat i normalment són més cars.
La puresa d'un gas es pot expressar com un valor de percentatge o com una fracció decimal., La fracció decimal és una abreviatura del valor de percentatge on els primers dígits representen el nombre de nous en le valor de percentatge i el darrer dígit representa el darrer dígit del valor de percentatge. Per exemple, una puresa del 99,97% es pot abreujar com una puresa 3,7 i una puresa del 99.9999% és la mateix puresa que el 6,0.
El grau de puresa d'un gas, també dit titulació, s'expressa com el valor percentual dels mols del gas respecte al nombre de mols totals.

Aquesta darrera anotació és la comuna en els productors de gas per indicar la qualitat del producte, i de vegades s'anomena grau.

## Classificació dels gaos segons la seva puresa
Un dels sistemes possibles de classificació dels gasos és segons la seva pueresa.
- tècnic, quan té una titulació entre el95% i el 99%;
- purs, quan es troba entre 99% i 99,99%;
- puríssims o ultrapurs, si la seva titulació es troba entre el 99,99% i el 99,99999%

## Impureses
Les impureses que més sovint es troben són el vapor aquós, els components de l'aire (principalment oxigen i nirogen). Les impureses que contenen s'indiquen en diverses unitats de mesura segns l'ordre de grandària de la quantitat que presenten i es refereixen al contingut de massa, volum o mols. La unitat de mesura que es fa servir habitualment és les parts per milió (ppm).